# Rookie (EP)
Rookie é o quarto extended play do grupo feminino sul-coreano Red Velvet. Foi lançado em 1 de fevereiro de 2017 pela S.M. Entertainment e distribuído pela Genie Music. O EP é composto em seis faixas, incluindo um single de mesmo nome.

## Antecedentes e lançamento
Em 20 de janeiro de 2017, um representante da S.M. Entertainment anunciou que o Red Velvet estava planejando realizar sua volta aos palcos em fevereiro. Quatro dias depois, o primeiro conjunto de teasers foi lançado através do site oficial da gravadora e de sua conta oficial no Instagram, com a data de lançamento mostrada em uma das fotos. No mesmo dia, os membros discutiram brevemente sobre seu próximo álbum, que foi revelado ser um EP, no aplicativo V do Naver.

## Divulgação
Red Velvet realizou uma transmissão através do aplicativo V do Naver horas antes do lançamento oficial, onde divulgaram e discutiram sobre o EP. Suas promoções em programas musicais iniciaram-se no Music Bank, onde performou a faixa-título "Rookie". O grupo também apareceu no programa After School Club em 7 de fevereiro como parte das promoções.

## Recepção
| Críticas profissionais | Críticas profissionais |
| Avaliações da crítica  | Avaliações da crítica  |
| Fonte                  | Avaliação              |
| ---------------------- | ---------------------- |
| IZM                    | [ 6 ]                  |
| The Star               | [ 7 ]                  |

Jeff Benjamin da Billboard classificou a faixa-título como uma canção funk peculiar, cujo gancho é incapaz de sair da mente de quem o escuta. Rookie estreou na primeira posição da parada de álbuns mundiais da revista. Chester Chin do The Star considerou "Rookie" como a faixa mais fraca do EP, mas elogiou o resto das músicas e observou que o grupo finalmente encontrou o equilíbrio perfeito entre seu som "Red" e "Velvet". Ele comentou que foi a mistura certa de "sacarina e sofisticação" com pop divertidos e baladas sinceras. De acordo com The Korea Herald, as canções do Red Velvet são conhecidas por serem "estranhas à princípio, mas viciantes mais tarde" e "Rookie" não foi uma exceção.
O EP alcançou o topo da Parada de Álbuns do Gaon e o single estreou na quarta posição na Parada Digital do Gaon, alcançando a terceira na semana seguinte. As outras faixas, com exceção da versão instrumental do single, também entraram na parada musical. Rookie também classificou-se na vigésima primeira posição da Heatseeker Albums Chart. Red Velvet ganhou o seu primeiro troféu musical para o single em 7 de fevereiro no The Show.

## Lista de faixas
| N.º            | Título                                   | Letras                       | Música | Arranjo                                                                                   | Duração |  |
| 1.             | "Rookie"                                 | Jo Yoon-kyung                | Jamil "Digi" Chammas Leven Kali Sara Forsberg Karl Powell Harrison Johnson Russell Steedle MZMC Otha "Vakseen" Davis III Tay Jasper | The Colleagues Jamil "Digi" Chammas                                                       | 3:17    |  |
| 2.             | "Little Little"                          | JQ Jo Min-yang Park Sung-hee | Daniel Obi Klein Charlotte Taft Michael Nordmark Thomas Sardorf                                                                     | Daniel Obi Klein Charlotte Taft Michael Nordmark Thomas Sardorf                           | 3:59    |  |
| 3.             | "Happily Ever After"                     | 송캐럿 (Jam Factory)         | Sebastian Lundberg Fredrik Haggstam Johan Gustafsson Courtney Jenaé Courtney Woolsey Deez                                           | Sebastian Lundberg Fredrik Haggstam Johan Gustafsson Courtney Jenaé Courtney Woolsey Deez | 3:21    |  |
| 4.             | "Talk To Me"                             | Lee Seu-ran                  | Kervens Mazile Annalise Morelli Alina Smith Mats Ymell Vicente Castro Justin Matias                                                 | Kervens Mazile Annalise Morelli Alina Smith Mats Ymell Vicente Castro Justin Matias       | 3:32    |  |
| 5.             | "Body Talk"                              | Misfit Jo Yoon-kyung         | Sebastian Lundberg Fredrik Haggstam Johan Gustafsson Ylva.Dimberg                                                                   | Sebastian Lundberg Fredrik Haggstam Johan Gustafsson Ylva.Dimberg                         | 3:39    |  |
| 6.             | "마지막 사랑" (Last Love; solo de Wendy) | Lee Hyun-kyu                 | Park Geun-tae | Don Spike                                                                                 | 4:54    |  |
| Duração total: | Duração total:                           | Duração total:               | Duração total: | Duração total:                                                                            | 22:42   |  |

## Vendas
| Região               | Vendas  |
| -------------------- | ------- |
| Coreia do Sul (Gaon) | 76,317+ |
| Japão (Oricon)       | 4,341+  |

## Prêmios e indicações

### Prêmios de programas musicais
| Canção   | Programa                  | Data                    |
| -------- | ------------------------- | ----------------------- |
| "Rookie" | The Show (SBS MTV)        | 7 de fevereiro de 2017  |
| "Rookie" | Show Champion (MBC Music) | 8 de fevereiro de 2017  |
| "Rookie" | Show Champion (MBC Music) | 15 de fevereiro de 2017 |
| "Rookie" | M Countdown (Mnet)        | 9 de fevereiro de 2017  |
| "Rookie" | M Countdown (Mnet)        | 16 de fevereiro de 2017 |
| "Rookie" | Music Bank (KBS2)         | 10 de fevereiro de 2017 |
| "Rookie" | Music Bank (KBS2)         | 17 de fevereiro de 2017 |
| "Rookie" | Inkigayo (SBS)            | 12 de fevereiro de 2017 |
| "Rookie" | Inkigayo (SBS)            | 19 de fevereiro de 2017 |

## Histórico de lançamento
| Região        | Data                   | Formato             | Gravadora(s)                   |
| ------------- | ---------------------- | ------------------- | ------------------------------ |
| Coreia do Sul | 1 de fevereiro de 2017 | CD Download digital | S.M. Entertainment             |
| Mundialmente  | 1 de fevereiro de 2017 | Download digital    | S.M. Entertainment Genie Music |